# صاقورية بيضاء
صاقورية بيضاء (الاسم العلمي: Calvatia candida) هي نوع من الفطريات يتبع جنس الصاقورية من الفصيلة الغاريقونية.